# Шнаас, Андреас
Андреас Шнаас (нем. Andreas Schnaas; род. 1 апреля 1968) — немецкий кинорежиссёр, актёр, сценарист и продюсер, известный по работе над низкобюджетными кровавыми фильмами ужасов.

## Биография

### Детство, первые любительские фильмы
Андреас Шнаас родился в Гамбурге в 1968 году. С раннего детства Шнаас интересовался кинематографом, в особенности фильмами с боевыми искусствами. Впоследствии Андреас открыл для себя фильмы ужасов, когда в восьмилетнем возрасте увидел фильм Ужас зомби. В 12 лет Андреас уже снял свой первый любительский фильм под названием Преследуемый, повествующий о наёмниках-убийцах. В роли наёмников выступили сам Шнаас и его друг, дедушка был их жертвой, а отец всё это снимал на видеокамеру. Уже в этом пятнадцатиминутном фильме были такие сцены насилия как удары ножом, выстрелы в голову и даже разрезание тела на части.
После последовали также любительские Кровавое полнолуние, где в качестве вывернутого кишечника служили макароны, Игра ужаса и Бегущий человек.

### Начало режиссёрской карьеры
Наконец осенью 1988 года Шнаас начал снимать будущий андеграундный хит Жестокое насилие. Съёмки проходили четыре недели при бюджете в 5 тысяч немецких марок и снимался ради собственного удовольствия. В 1991 году выходит его зомби-фильм Зомби 90-х: Экстремальная эпидемия, премьерный показ которого был осуществлён на кинофестивале в Алабаме. В 1992 году выходит продолжение Жестокого насилия под названием Жестокое насилие 2, в котором Шнаас пошёл дальше в реализации кровавых спецэффектов и технических приёмов. Фильм имел определённый успех и был востребован в Великобритании. Премьера фильма произошла в одном из кинотеатров в Алабаме, а в Лос-Анджелесе, во время «сцены с крюком», зрители стояли и аплодировали.
До выхода второй части Жестокого насилия уже были начаты съёмки третьей части Жестокое насилие 3: Пехота судьбы. В то время фильм носил рабочее название Нерассказанная история. К 1995 году основная масса работы над фильмом была завершена, но финансовые проблемы создали препятствие для его реализации. Однако в 1998 году в фильм были добавлены новые сцены, создано новое музыкальное сопровождение и т. д. Таким образом, 5 апреля 1999 года произошла премьера фильма в одном из кинотеатров Гамбурга, где собралось около 500 зрителей. Однако до выхода третьей части культовой серии Шнаас не сидел без дела: в 1997 году совместно с другой независимой киностудией Андреас начал работу над фильмом Кубок крови, в 1999 году вышел один из его самых профессиональных фильмов Антропофаг-2000, на создание которого ушло полгода, а премьера состоялась 9 мая 1999 года в Гамбурге. Фильм представляет собой ремейк итальянского фильма 1980 Антропофаг режиссёра Джо Д'Амато.
В конце лета 1999 года Шнаас принял решение снимать новый фильм под названием Демониум, в который были одновременно введены персонажи зомби, вампиров и Гитлера для придания фильму определённой степени безумия. Однако съёмки фильма начались в марте 2001 года в Риме ввиду поиска финансовой поддержки. В конце лета 2002 года Шнаас начинает работу над фильмом Никос, который должен был содержать множество сцен насилия. Помимо съёмок фильмов ужасов Шнаас в 2002 году обратился к детскому телевидению, сняв музыкальный фильм Возьми меня.

## Личные предпочтения
Из кинематографа Шнаас питает наибольшую любовь к фильмам Лучо Фульчи, а также ко всем итальянским сплэттер-фильмам 70-х и 80-х годов. Одним из собственных самых любимых фильмов Шнаас называет фильм Никос 2003 года.

## Фильмография
| Год  | Русское наименование               | Оригинальное наименование         | Кто                                  | Исполняемая роль                      |
| ---- | ---------------------------------- | --------------------------------- | ------------------------------------ | ------------------------------------- |
| 2010 | Карл Мясник против Топора          | Karl the Butcher vs Axe           | режиссёр, актер, сценарист           | Karl the Butcher                      |
| 2010 | Некронос: Башня смерти             | Necronos: Tower of Doom           | актёр                                |                                       |
| 2008 |                                    | Don’t Wake the Dead               | режиссёр, продюсер                   |                                       |
| 2007 | Ангел смерти 2                     | Angel of Death 2                  | актёр                                | маньяк                                |
| 2003 | Никос                              | Nikos                             | режиссёр, сценарист, актёр           | Nikos a lu Unziceanu                  |
| 2003 | Расчленённая семейка               | Parts of the Family               | актёр                                | полицейский                           |
| 2002 |                                    | Fog²- Revenge of the Executed     | актёр                                | Leuchtturmwärter                      |
| 2001 |                                    | Demonium                          | режиссёр, продюсер                   |                                       |
| 2000 | Дьявольское отродье                | Dämonenbrut                       | актёр                                | демон                                 |
| 2000 |                                    | Midnight’s Calling                | актёр                                |                                       |
| 1999 |                                    | Diabolica                         | актёр                                |                                       |
| 1999 |                                    | Mutation                          | актёр                                | мистер Десантоз                       |
| 1999 | Антропофагус 2000                  | Anthropophagous 2000              | режиссёр, актёр                      | Никос Караманлис                      |
| 1999 | Преисподняя зомби                  | Violent Shit 3 — Infantry of Doom | режиссёр, сценарист, актёр           | Karl the Butcher                      |
| 1996 | Кубок крови                        | Goblet of Gore                    | режиссёр, сценарист                  |                                       |
| 1992 | Жестокое насилие 2                 | Violent Shit 2                    | режиссёр, сценарист, актёр           | Karl 'The Butcher' junior             |
| 1991 | Зомби 90-х: Экстремальная эпидемия | Zombie '90: Extreme Pestilence    | режиссёр, сценарист                  |                                       |
| 1989 | Жестокое насилие                   | Violent Shit                      | режиссёр, продюсер, сценарист, актёр | Карл, мясник / K. The Butcher Shitter |